# Katharina Mazepa
Katharina Mazepa (Viena, Austria) (19 de agosto de 1995) es una modelo austríaca.

## Primeros años de vida
Katharina Nahlik nació el 19 de agosto de 1995 y creció en el distrito de Mariahilf, en Viena. Allí asistió a la Escuela Bilingüe de Viena, además de cumplir un año en el extranjero, concretamente en Malasia, cuando tenía 15 años. Katharina cumplimentó sus estudios en la Universidad BOKU de Viena, en la que realizó la carrera de ingeniería ambiental.

## Carrera
En 2014, Katharina fue coronada Miss Viena, y ha trabajado desde entonces como modelo internacional.

## Vida personal
En 2019, Mazepa se casó con el diplomático estadounidense Shilo Mazepa en Spoleto, Italia. La pareja se mudó a Washington D. C. ese mismo año. En 2021, solicitó el divorcio y ahora los dos están separados. Amina Dagi, la ex concursante de Miss Universo , fue su dama de honor.
Desde 2022, Mazepa ha estado en una relación con el cirujano plástico Dr. Leonard Hochstein, quien es el esposo separado de la estrella de The Real Housewives of Miami, Lisa Hochstein.